# Nesomys lambertoni
Nesomys lambertoni é uma espécie de roedor da família Nesomyidae.
É endêmica do oeste de Madagascar.